# Región de Shikoku
La región de Shikoku (四国地方 Shikoku Chihō?), literalmente en japonés Cuatro Provincias, está conformada por la isla de Shikoku y varias islas adyacentes, en el sur de Japón. Por su tamaño y población, es la más pequeña y la menos poblada de las cuatro islas principales que componen el archipiélago japonés.

## La región de Shikoku

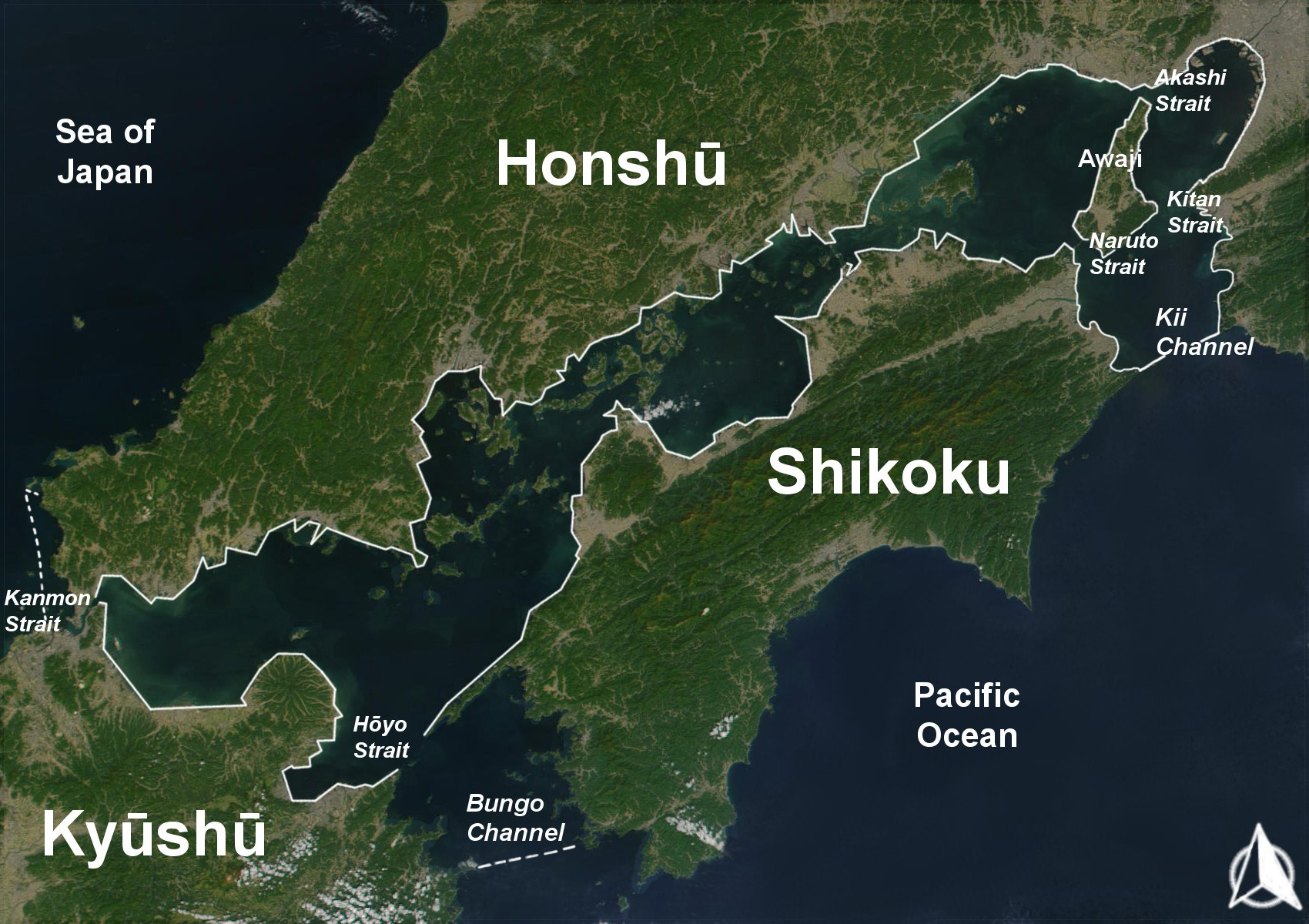
Vista satelital de Shikoku.

La región incluye las prefecturas de Ehime, Kagawa, Kochi y Tokushima.
La región cuenta con 4 141 955 habitantes (2005). La prefectura más poblada de la región es la prefectura de Ehime, con 1 467 824 habitantes y es la 27.ª en importancia en Japón. También aloja la ciudad más poblada de la región, la ciudad de Matsuyama con 515 221 habitantes.
Su superficie es de 18 803,68 km². La prefectura más grande de la región es la prefectura de Kōchi, con 7 104,87 km² y la nº 14 de Japón.
Las montañas que van de este a oeste dividen Shikoku en una estrecha subregión septentrional, frente al mar interior de Seto, y una parte meridional frente al océano Pacífico. En estas cadenas montañosas se encuentra la especie Hydrangea hirta. La mayoría de los 3,8 millones de habitantes viven en el norte, y todas menos una de las pocas ciudades más grandes de la isla están situadas allí. [El monte Ishizuchi]] (石鎚山), en Ehime, con 1982 m (6503 pies), es la montaña más alta de la isla. La industria está moderadamente desarrollada e incluye el procesamiento de minerales de la importante mina de cobre de Besshi. La tierra se utiliza de forma intensiva. Amplias zonas aluviales, sobre todo en la parte oriental de la zona, se plantan con arroz y posteriormente se realiza un doble cultivo con trigo de invierno y cebada. En toda la zona norte se cultiva fruta en gran variedad, incluidos cítricos, caquis, melocotones y uvas. Debido a la producción de trigo, el Sanuki udon (讃岐うどん) se convirtió en una parte importante de la dieta en la prefectura de Kagawa (antigua provincia de Sanuki) en el periodo Edo.
La mayor zona meridional de Shikoku es montañosa y está escasamente poblada. La única tierra baja significativa es una pequeña llanura aluvial en Kōchi, la capital de la prefectura. Los inviernos suaves de la zona estimularon cierta agricultura, especializada en el cultivo de hortalizas fuera de temporada bajo cubierta de plástico. En la zona sur pueden cultivarse anualmente dos cosechas de arroz. La industria de la pasta y el papel aprovechó los abundantes bosques y la energía hidroeléctrica.
El principal río de Shikoku es el río Yoshino. Discurre por 196 km desde su nacimiento cerca del monte Ishizuchi, fluyendo básicamente de oeste a este a través de los límites septentrionales de las prefecturas de Kōchi y Tokushima, llegando al mar en la ciudad de Tokushima. El Yoshino es famoso por el mejor rafting de aguas bravas de Japón, con viajes que recorren los tramos Oboke Koboke del río.
El monte Ishizuchi en la prefectura de Ehime, con 1982 metros, es la montaña más alta de la región.
Los ríos más importantes son el río Yoshino, el río Niyodo y el río Shimanto, este último considerado el "último río puro de Japón".
El aeropuerto más importante de Shikoku es el Aeropuerto de Matsuyama, en la ciudad homónima de la prefectura de Ehime.
Entre las islas menores que componen la región destacan:
- Shodoshima (小豆島 Shōdo-shima?) de 153,30 km²: en ella se encuentran los pueblos de Shodoshima (小豆島町 Shōdoshima-chō?) y Tonosho (土庄町 Tonoshō-chō?);
- Isla Oomi (大三島 Oomi-shima?) de 64,54 km²: en ella se encontraban los pueblos de Oomishima y Kamiura (en la actualidad ambos son parte de la ciudad de Imabari);
- Isla Oo (大島 Oo-shima?) de 41,89 km²: en ella se encontraban los pueblos de Miyakubo y Yoshiumi (en la actualidad ambos son parte de la ciudad de Imabari);
- Isla Naka (中島 Naka-jima?) de 21,17 km²: era parte del Pueblo de Nakajima (en la actualidad es parte de la ciudad de Matsuyama);
- Isla Hakata (伯方島 Hakata-jima?) de 20,84 km²: en ella se encontraba el pueblo de Hakata (en la actualidad es parte de la ciudad de Imabari).

## Isla de Shikoku
La isla de Shikoku (四国島 Shikokushima) es la cuarta más grande del archipiélago japonés y la menos poblada de las cuatro principales. Representa el 97,31 % de la superficie de la región homónima.
Tiene una superficie de 18 297.74 km². Fue conocida como Iyo-no-Futana-no-Shima (伊予之二名島), que también se puede leer Iyo-no-Futanashima. Aunque también se puede referirse a ésta simplemente como Iyo-no-Shima (伊予島), que también se puede leer Iyoshima o, con menos frecuencia, Futana-no-Shima (二名島), que también se puede leer Futanashima.
Está bañada por las aguas del mar Interior de Seto, en sus costas norte, este y oeste; y la separa de las islas de Honshu y Kyushu. Hacia el sur, en cambio, da al océano Pacífico. Entre las islas de Shikoku y Honshu se encuentra el puente colgante más largo del mundo, el Puente Akayashi Kaikyo.
Sus puntos extremos son:
- Norte: Distrito Aji-cho Takei (庵治町竹居 Aji-chō Takei?) de la ciudad de Takamatsu en la Prefectura de Kagawa.
- Sur: Cabo Ashizuri (足摺岬 Ashizuri-misaki?) en la Prefectura de Kōchi.
- Este: Cabo Gamoda (蒲生田岬 Gamōda-misaki?) en la Ciudad de Anan (阿南市 Anan-shi?) de la Prefectura de Tokushima, 033°50′05.00″N 134°44′58.00″E / 33.8347222, 134.7494444.
- Oeste: Cabo Sada (佐田岬 Sada-misaki?) en el Pueblo de Ikata de la Prefectura de Ehime, 033°20′35.00″N 132°00′53.00″E / 33.3430556, 132.0147222.

## Historia

### Historia antigua
Shikoku fue una zona donde la civilización japonesa se desarrolló tempranamente. En la Prefectura de Ehime, la Prefectura de Kochi y la Prefectura de Tokushima
En ellas se encontraron restos del Paleolítico. Las ruinas de Kamikuroiwa-Iwain son unas famosas ruinas de principios de la Era Jomon en Shikoku, donde los humanos habitaron durante unos 10 000 años. El nivel de civilización humana en Shikoku se desarrolló aún más a finales del período Jomon, con la aparición de Heijo Kaizuka, el Sugamo Kaizuka y otras reliquias Kaizuka. Tras el periodo Yayoi, el cultivo del arroz y el uso de herramientas de metal comenzaron a gran escala en Shikoku, y la población aumentó significativamente. Las ruinas representativas del periodo Yayoi en Shikoku incluyen las Ruinas de Yano en la ciudad de Tokushima, y el Grupo de Ruinas de Tamura en la ciudad de Minamikuni.
En Shikoku se han encontrado numerosas tumbas antiguas, siendo más numerosas en la prefectura de Kagawa. Entre los mayores cementerios circulares delanteros y traseros de Shikoku, el Cementerio de Chasusan de Toyota y tumbas antiguas en la prefectura de Kagawa y el Cementerio Antiguo Shibano Maruyama en la prefectura de Tokushima. La tumba rectangular más grande de Shikoku se encuentra en el Cementerio antiguo de Uma Mukoyama en ciudad de Shikoku, Ehime.
Tras el periodo Hitori y el periodo Nara, se construyeron Kokubunji y oficinas gubernamentales en Shikoku con la implantación del sistema de leyes. Actualmente se han encontrado restos de estos edificios. El monje del Período Heian Kōkai nació en Xanqi. Construyó Manoike, el mayor estanque de irrigación de Japón, en Sanuki, lo que contribuyó significativamente al desarrollo de la agricultura allí, Shikoku 88 Kaisho también se originó en Kōkai. La batalla de Yashima, una de las principales batallas de la última parte de la Guerra de Genpei, también tuvo lugar en Shikoku. El oeste de Japón, incluyendo Shikoku, fue originalmente una región donde la corte dirigida por el emperador era más poderosa, pero tras la Rebelión Seikyu, el Shogunato Kamakura reforzó su control. En el periodo Muromachi, el clan Hosokawa era el más poderoso de los Shikoku, controlando la mayor parte de Tosa, Aba y Xanqi de los Shikoku, mientras que Iyo-kuni era el más poderoso junto con el clan Konon}}

### Del período Sengoku al período Edo

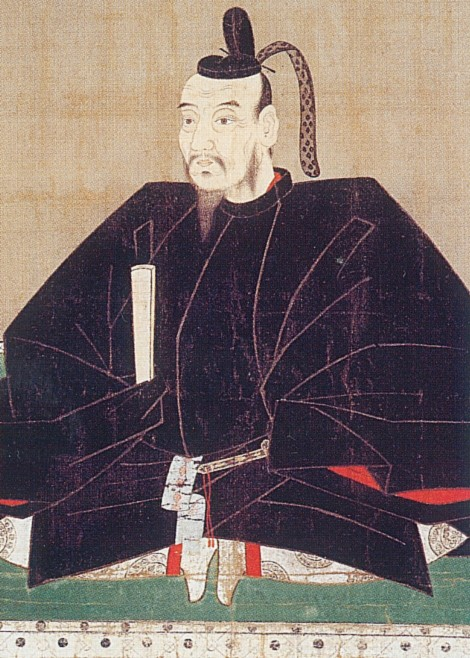
Los antepasados de Changzong eran los señores supremos de los cuatro reinos en el Período de los Reinos Combatientes.

En el Período de los Reinos Combatientes, las fuerzas más poderosas en los cuatro países incluían al clan Miyoshi que controlaba el país Awa hasta la región de Kinai, el clan Tosajo que controlaba la parte sur del país Tosa, el clan Kono del país Iyo y el Clan Kagawa del país Sanuki, etc., pero finalmente se convirtió en el señor supremo de los cuatro países. Uno de los "Siete Héroes de Tosa" es el Clan Nagamune Gabe. En 1575 (el tercer año de Tensho), Nagamune y su familia se hicieron cargo de los dos países de Awa y Sanuki después de unificar Tosa, y aprovecharon la situación caótica después del Incidente de Honnoji para unificar básicamente todo el territorio de Shikoku. En 1585 ( el año 13 de Tensho ), Hashiba Hideyoshi lanzó una conquista de los cuatro países, aunque Chang Zonggabu Yuanqin resistió por un tiempo, finalmente fue derrotado y se rindió. Después del período Edo, todos los nombres famosos originales de los cuatro países fueron expulsados, y los señores feudales que los reemplazaron fueron generales en quienes el shogunato Tokugawa confiaba más. En el período Edo, el dominio Tokushima (equivalente al país Awa y al país Awaji ) y el dominio Tosa (equivalente al país Tosa) eran relativamente simples, gobernados por el clan Hachisuga y el clan Tosa Yamauchi respectivamente. El Reino de Iyo y el Reino de Sanuki se dividen en varios dominios pequeños, entre los cuales los dominios más grandes incluyen el Dominio de Takamatsu, el Dominio de Iyo Matsuyama, el Dominio de Uwajima.

## Demografía
Shikoku tiene una población total de 3.630.320 habitantes en 2022. La ciudad más grande es Matsuyama (población: 507.137) y es la capital de la prefectura de Ehime. Shikoku es la tercera isla con mayor densidad de población, con 193 habitantes por km2.
| Puesto | Ciudad      | Prefectura | Población | Puesto | Ciudad       | Prefectura | Población |
| ------ | ----------- | ---------- | --------- | ------ | ------------ | ---------- | --------- |
| 1      | Matsuyama   | Ehime      | 507 137   | 11     | Anan         | Tokushima  | 67 891    |
| 2      | Takamatsu   | Kagawa     | 414 363   | 12     | Mitoyo       | Kagawa     | 60 106    |
| 3      | Kōchi       | Kōchi      | 321 910   | 13     | Kan'onji     | Kagawa     | 56 258    |
| 4      | Tokushima   | Tokushima  | 250 150   | 14     | Naruto       | Tokushima  | 53 368    |
| 5      | Imabari     | Ehime      | 147 334   | 15     | Sakaide      | Kagawa     | 49 487    |
| 6      | Niihama     | Ehime      | 113 755   | 16     | Sanuki       | Kagawa     | 45 763    |
| 7      | Marugame    | Kagawa     | 108 744   | 17     | Nankoku      | Kōchi      | 46 176    |
| 8      | Saijō       | Ehime      | 102 830   | 18     | Ōzu          | Ehime      | 39 352    |
| 9      | Shikokuchūō | Ehime      | 80 952    | 19     | Yoshinogawa  | Tokushima  | 37 707    |
| 10     | Uwajima     | Ehime      | 68 213    | 20     | Komatsushima | Tokushima  | 35 288    |

Según los datos del censo japonés, la población máxima de la región de Shikoku fue en 1950 y ha tenido un crecimiento demográfico negativo de 1950 a 1970 y de 1990 en adelante.
| Año  | Población |
| ---- | --------- |
| 1920 | 3 066 000 |
| 1930 | 3 310 000 |
| 1940 | 3 337 000 |
| 1950 | 4 221 000 |
| 1960 | 4 122 000 |
| 1970 | 3 904 000 |
| 1980 | 4 163 000 |
| 1990 | 4 195 000 |
| 2000 | 4 154 039 |
| 2010 | 3 977 282 |
| 2018 | 3 755 765 |

## Transporte aéreo
Shikoku carece de un aeropuerto internacional completo, pero cuenta con cuatro aeropuertos regionales/domésticos (aeropuerto de Tokushima, aeropuerto de Takamatsu, aeropuerto de Kōchi Ryōma y aeropuerto de Matsuyama). Todos estos aeropuertos tienen vuelos a Tokio y a otras grandes ciudades japonesas como Osaka, Nagoya, Sapporo y Fukuoka. Los vuelos internacionales a Seúl (Corea del Sur) los realiza Asiana Airlines desde Matsuyama y Takamatsu. También hay vuelos chárter internacionales periódicos.

## Transportemarítimo
Hay transbordadores que conectan Shikoku con destinos como Honshu, Kyushu y las islas que rodean Shikoku.

## Tradiciones
Shikoku es también famosa por su Camino de Shikoku (el peregrinaje de los 88 templos) fundado por el monje budista Kūkai, conocido tras su muerte como Kōbō-Daishi. La mayoría de los peregrinos de hoy en día viajan en autobús y, en raras ocasiones, a pie. Es tradicional, aunque no suele cumplirse, ir vestidos con pantalones y chaquetas blancas adornadas con los personajes de dōgyō ninin que significa "dos viajan juntos". Además deben llevar un sombrero cónico blanco y un báculo o shakujo con campanilla, así como un Kongō-zue.
La prefectura de Tokushima también tiene su anual Awa Odori durante el mes de agosto en el momento del festival Bon Odori, que atrae anualmente a miles de turistas procedentes de todo Japón y del extranjero.